# Marsilea cryptocarpa
Marsilea cryptocarpa är en klöverbräkenväxtart som beskrevs av David Edward Albrecht och Chinnock. Marsilea cryptocarpa ingår i släktet Marsilea och familjen Marsileaceae. Inga underarter finns listade.